# تووشچ، شهرستان مکوو
تووشچ، شهرستان مکوو (به لاتین: Tłuszcz, Maków County) یک منطقهٔ مسکونی در لهستان است که در Gmina Czerwonka واقع شده‌است.